# Yitzhak Cohen
El rabino Yitzhak Cohen (en hebreo: יִצְחָק כַּהְן‎, Ascalón, 2 de octubre de 1951) es un político israelí que se desempeñó como miembro de la Knéset por Shas en dos períodos entre 1996 y 2020. También ocupó varias carteras ministeriales.

## Biografía
Nacido en Ascalón, Cohen sirvió en el consejo de la ciudad y fue su ex vicealcalde.
Se desempeñó como Secretario General de la institución educativa de Shas (El HaMa'ayan). Fue elegido por primera vez para la Knéset en 1996, donde se desempeñó en el Comité de Finanzas, Comité de Trabajo y Bienestar, Comité de Trabajadores Extranjeros, Comité de Asuntos Exteriores y Defensa, Comité Conjunto para el Presupuesto de Defensa, Comité Especial para la Discusión de la Ley del Servicio de Seguridad (miembro suplente), Comité de Constitución, Ley y Justicia y el Comité de la Cámara. También fue miembro del Foro de la Knesset sobre el Lobby de Medio Oriente, y actualmente es miembro del Lobby para la Inmigración Etíope.
Fue nombrado Ministro de Asuntos Religiosos en julio de 1999 y dimitió un año después. Se desempeñó como Viceministro de Finanzas de 2001 a 2003. En 2006, fue nombrado Ministro sin Cartera y estuvo a cargo de los concilios religiosos, cargo convertido en Ministro de Servicios Religiosos en enero de 2008.
En 2007, criticó el informe de Estados Unidos de que Irán había detenido su programa nuclear en 2003. Dijo que el informe fue "ordenado por alguien que quiere dialogar con Teherán". Comparó el evento de cuando Estados Unidos obtuvo inteligencia en la Segunda Guerra Mundial que informaba que había trenes que iban a campos de concentración y que estaban siendo utilizados con fines industriales. En 2009, en una entrevista con Spiegel, Cohen amenazó con suspender las relaciones con la Santa Sede, tras el levantamiento de la excomunión del controvertido obispo Richard Williamson.
Conservó su escaño en las elecciones de 2009, habiendo sido colocado tercero en la lista de Shas. Perdió la cartera de su gabinete y se convirtió en viceministro de Finanzas. Fue reelegido nuevamente en 2013, pero Shas fue excluido del gobierno . Tras ser reelegido por sexta vez en 2015, recuperó el cargo de viceministro de Hacienda en el nuevo gobierno. Renunció a su escaño en la Knesset en febrero de 2018 bajo la ley noruega y fue reemplazado por Danny Saida. En enero de 2020 fue nombrado Ministro de Construcción y Vivienda, pero retiró su nominación después de que quedó en suspenso. Tras ser reelegido en las elecciones de marzo de 2020, fue nombrado Ministro de Construcción y Ministro del Ministerio de Hacienda en octubre de 2020. En noviembre de 2020, renunció a sus cargos ministeriales. El 1 de febrero de 2021, Cohen anunció que se retiraba de la política y que no se presentaría a las elecciones de la Knesset de 2021.

## Vida personal
Cohen reside en Ashkelon, está casado y tiene diez hijos. Fue educado en un Talmudic College. Puede hablar hebreo, inglés y árabe.